# Información

Los códigos ASCII para cada uno de los caracteres de la palabra «wikipedia» representados en binario, el sistema de numeración más comúnmente utilizado para codificar información en computadora.

Información es el nombre por el que se conoce un conjunto organizado de datos procesados que constituyen un mensaje que cambia el estado de conocimiento del sujeto o sistema que recibe dicho mensaje
- En biología, la información se considera como estímulo sensorial que afecta al comportamiento de los individuos.
- Múltiples son las definiciones que se encuentran presentes a la hora de la determinación de su contenido. Según Ivis Goñi Camejo «la información no se ha definido solo desde el punto de vista matemático o técnico; su conceptualización abarca enfoques filosóficos, cibernéticos y otros, basados en las denominadas ciencias de la información.»
- En comunicación social y periodismo, se toman como un conjunto de mensajes intercambiados por individuos de una sociedad con fines concretos.
- En bibliotecología, la información, junto con los datos, el conocimiento y la sabiduría, es uno de los constituyentes del continuo que permite la toma de decisiones.

Los datos sensoriales una vez percibidos y procesados constituyen una información que cambia el estado de conocimiento, eso permite a los individuos o sistemas que poseen dicho estado nuevo de conocimiento tomar decisiones pertinentes acordes a dicho conocimiento.
Desde el punto de vista de la ciencia de la computación, la información es un conocimiento explícito extraído por seres vivos o sistemas expertos como resultado de interacción con el entorno o percepciones sensibles del mismo entorno. En principio la información, a diferencia de los datos o las percepciones sensibles, tienen estructura útil que modificará las sucesivas interacciones del que posee dicha información con su entorno.

## Etimología
La palabra «información» deriva del sustantivo latino informatio(-nis) (del verbo informare, con el significado de «dar forma a la mente», «disciplinar», «instruir», «enseñar»). Ya en latín la palabra informationis era usada para indicar un  «concepto» o una «idea», pero no está claro si tal vocablo pudiera haber influido en el desarrollo moderno de la palabra «información».
Por otra parte la palabra griega correspondiente era μορφή (morfè, de la que por metatesis surgió la palabra latina «forma»), o si no εἶδος (éidos, de la cual deriva la latina «idea»), esto es: «idea», «concepto» o «forma», «imagen»; la segunda palabra fue notoriamente usada técnicamente en el ámbito filosófico por Platón y Aristóteles para indicar la identidad ideal o esencia de algo (véase Teoría de las ideas). Eidos se puede también  asociar a «pensamiento», «aserción» o «concepto».

## Información en la sociedad
En las sociedades humanas y, en parte, en algunas sociedades animales, la información tiene un impacto en las relaciones entre diferentes individuos. En una sociedad la conducta de cada individuo frente a algunos otros individuos se puede ver alterada en función de qué información disponible posee el primer individuo. Por esa razón, el estudio social de la información se refiere a los aspectos relacionados con la variación de la conducta en posesión de diferentes informaciones.
Para Gilles Deleuze, la información social es un sistema de control, en tanto que es la propagación de consignas que deberíamos de creer o hacer que creemos. En tal sentido la información es un conjunto organizado de datos capaz de cambiar el estado de conocimiento en el sentido de las consignas transmitidas.

### Principales características de la información
En general la información tiene una estructura interna y puede ser calificada según varias características:
- Significado (semántica): Del significado extraído de una información, cada individuo (o sistema experto: sistema capaz de emular el pensamiento humano) evalúa las consecuencias posibles, y adecúa sus actitudes y acciones de manera acorde a esas consecuencias. Las expectativas que tiene el ente se dan de manera literal al significado de la información.
- Importancia (relativa al receptor): Es decir, si trata sobre alguna cuestión importante. La importancia de la información para un receptor se referirá a en qué grado cambia la actitud o la conducta de los individuos. En las modernas sociedades, los individuos obtienen de los medios de comunicación masiva gran cantidad de información, una gran parte de la misma es poco importante para ellos, porque altera de manera muy poco significativa la conducta de los mismos. Esto se refiere a en qué grado cuantitativo deben alterarse las expectativas futuras. A veces se sabe que un hecho hace menos probables algunas cosas y más otras, la importancia tiene que ver con cuán menos probables serán unas alternativas respecto a otras.
- Vigencia (en la dimensión espacio-tiempo): Se refiere a si está actualizada o desfasada. En la práctica la vigencia de una información es difícil de evaluar, ya que en general acceder a una información no permite conocer de inmediato si dicha información tiene o no vigencia.
- Validez (relativa al emisor): Se evalúa si el emisor es fiable o puede proporcionar información no válida (falsa). Tiene que ver si los indicios deben ser considerados en la revaluación de expectativas o deben ser ignorados por no ser indicios fiables.
- Valor (activo intangible volátil): La utilidad que tiene dicha información para el destinatario.

### Historia de la información
La historia de la información está asociada a su producción, tratamiento y transmisión. Una cronología de esa historia detallada puede ser:
- Siglo V a X - Alta Edad Media. El almacenamiento, acceso y uso limitado de la información se realiza en las bibliotecas de los monasterios de forma amanuense o manual.
- Siglo XII. Los Incas (Perú) usan un sistema de cuerdas para el registro de información numérica llamada Quipu, usado principalmente para contar ganado.
- Siglo XV. Edad Moderna. Con el nacimiento de la imprenta en Europa (Gutenberg), los libros comienzan a fabricarse en serie. Surgen los primeros periódicos.
- Siglo XX. 1926. Se inicia la primera retransmisión de televisión que afectará al manejo y tratamiento de la información con gran impacto en los métodos de comunicación social durante todo el siglo.
- Siglo XX. 1940. Jeremy Campbell, definió el término información desde una perspectiva científica, en el contexto de la era de la comunicación electrónica.
- Siglo XX. 1943. El austro-húngaro Nikola Tesla inventa la radio, aunque inicialmente dicho invento se atribuye a Guglielmo Marconi y la patente no se reconoce a su autor hasta los años 1960 .
- Siglo XX. 1947.En diciembre John Bardeen, Walter Houser Brattain y William Bradford Shockley, inventan el transistor. Serán galardonados por ello con el Premio Nobel de Física en 1956.Acaban de sentar sin saberlo la primera de las dos bases para una nueva revolución tecnológica y económica, actuando como detonante de un aumento exponencial de la capacidad de integración microelectrónica, de la popularización y la potencia de cálculo del ordenador.[1]
- Siglo XX. 1948. Claude E. Shannon, elabora las bases matemáticas de la Teoría de la Información.[2] Acaba de dar la segunda base de la revolución de las tecnologías de la información y la comunicación: la aplicación del álgebra de Boole será el fundamento matemático para industrializar el procesamiento de la información. Nace así la Ciencia de la Computación o Ingeniería informática. La nueva revolución económica está servida. La humanidad entra en la Era Digital usando el transistor y la numeración binaria para simbolizar, transmitir y compartir la información.[3][4]
- Siglo XX. 1948. Norbert Wiener, elabora la idea de cibernética en su famosa obra Cibernética o el control y comunicación en animales y máquinas (Cybernetics or Control and Communication in the Animal and the Machine) (1948) donde se encargó de «mantener el orden» en cualquier sistema natural o artificial de información.
- Siglo XX. 1951-1953. James Watson y Francis Crick descubren los principios de los códigos de ADN, que forman un sistema de información a partir de la doble espiral de ADN y la forma en que trabajan los genes.
- Siglo XX. 1969. En el contexto de la guerra fría, el movimiento contracultural de la década de 1960, nace la embrionaria Internet cuando se establece la primera conexión de computadoras u ordenadores, conocida como ARPANET, entre cuatro universidades estadounidenses (tres universidades en California y una en Utah), con el objetivo inicial de facilitar una red de comunicaciones militares a prueba de bomba. Su expansión y popularización, y la democratización del conocimiento que facilita, transformará radicalmente las relaciones económicas, sociales y culturales en un mundo más y más interdependiente.[5]
- Actualmente, ya en el siglo XXI, en un corto período de tiempo, el mundo desarrollado se ha propuesto lograr la globalización del acceso a los enormes volúmenes de información existentes en medios cada vez más complejos, con capacidades exponencialmente crecientes de almacenamiento[6] y en soportes cada vez más reducidos. A pesar de ello todavía existen muchas fuentes de información en formato no digital o inaccesibles digitalmente por diversas causas.[7] En este marco la proliferación de redes de transmisión de datos e información, de bases de datos con acceso en línea, ubicadas en cualquier lugar, localizables mediante Internet, permiten el hallazgo de otras redes y centros de información de diferentes tipos en cualquier momento desde cualquier lugar. Es el resultado de datos gestionados a través de aplicaciones informáticas donde los datos son procesados y transformados en información que posteriormente es manejada como signo integrador y característico de progreso económico del siglo XXI.[8]

### Usos de la información
Se considera que la generación y/u obtención de información persigue estos objetivos:
- Aumentar/mejorar el conocimiento del usuario o, dicho de otra manera, reducir la incertidumbre existente sobre un conjunto de alternativas lógicamente posibles.
- Proporcionar a quien toma decisiones la materia prima fundamental para el desarrollo de soluciones y la elección.
- Proporcionar una serie de reglas de evaluación y reglas de decisión para fines de control.

En relación con el tercer punto, la información como vía para llegar al conocimiento, debe ser elaborada para hacerla utilizable o disponible (este proceso empírico se llama Documentación, y tiene métodos y herramientas propios), pero también es imposible que la información por sí sola dote al individuo de más conocimiento, pues es él quien debe valorar lo significativo de la información: la organiza y la convierte en conocimiento. El dato, por así llamarlo, es en sí un «prefijo» de la información, es decir, un elemento previo necesario para poder obtener la información.

### Información periodística
Una noticia es el relato o redacción de un texto informativo que se quiere dar a conocer con sus propias reglas de construcción (enunciación) que se refiere a un hecho novedoso o atípico -o la relación entre hechos novedosos o atípicos-, ocurrido dentro de una comunidad o determinado ámbito específico, que hace que merezca su divulgación.

### Información y el Estado
El control y la manipulación es uno de los medios más poderosos de los gobiernos para promover el acatamiento de sus políticas. Así, los estados totalitarios y autoritarios buscan el monopolio de la información para promover el acatamiento de sus políticas.
La información tiene por objetivo dar a conocer los hechos de manera efectiva e imparcial, mientras que la propaganda busca ganar adeptos para lograr un objetivo, sin importarle la veracidad de los hechos. Así la propaganda compite con el derecho como instrumento de poder.

## Teoría de la información
El enfoque de la teoría de la información analiza la estructura matemática y estadística de los mensajes, con independencia de su significado u otros aspectos semánticos. Los aspectos en los que se interesa la teoría de la información son la capacidad de transmisión de los canales, la compresión de datos o la detección y corrección de errores.

### Definición técnica
Información designa una disposición específica de los elementos que componen un sistema determinado, siendo capaz de provocar un efecto en el propio sistema o en cualquier otro. Esto equivale a afirmar que la información es una propiedad de un sistema físico. La información se refiere principalmente a disposiciones útiles para algún propósito específico. Por ejemplo, cuando un elemento se almacena en la memoria de una computadora, cada ubicación de la memoria se define de una manera específica (0 o 1), cuya secuencia forma una configuración que almacena un elemento específico (por ejemplo, una imagen).

### Caracterización matemática
Una forma de caracterizar nuestro estado de conocimiento del mundo, es a través de las probabilidades. Si sabemos que en el futuro pueden suceder n cosas diferentes {\displaystyle \scriptstyle A_{1},\dots ,A_{n}}, cada una con probabilidad {\displaystyle \scriptstyle p_{1},\dots ,p_{n}} ese conjunto de probabilidades constituyen nuestro conocimiento del mundo, una información debería reducir nuestra incertidumbre, variando las probabilidades a {\displaystyle \scriptstyle {\tilde {p}}_{1},\dots ,{\tilde {p}}_{n}}. Si el segundo estado tiene menos incertidumbre es porque algunas cosas se han hecho más probables frente a otras alternativas que se han hecho menos probables.
Una forma de «medir la información» asociada a un mensaje o hecho observado es calcular como algunas probabilidades han crecido y otras han decrecido. Una medida conveniente de calcular la «concentración» de la certeza en algunas alternativas es la entropía estadística:

{\displaystyle {\begin{cases}S_{0}=-\sum _{i=1}^{n}p_{i}\log _{2}p_{i}\quad ({\mbox{incertidumbre inicial}})\\S_{f}=-\sum _{i=1}^{n}{\tilde {p}}_{i}\log _{2}{\tilde {p}}_{i}\quad ({\mbox{incertidumbre final}}),&I=-(S_{f}-S_{0})\geq 0\quad ({\mbox{información}})\end{cases}}}

Un ejemplo lingüístico ilustra bien este caso. Supongamos que nos proponen adivinar la segunda letra de una palabra del español. y nos dicen que en la segunda posición podría aparecer cualquier letra del alfabeto. Por tanto la incertidumbre inicial se obtiene calculando la probabilidad de ocurrencia de cada letra y calculando:

{\displaystyle S_{0}=-p_{a}\log _{2}p_{a}-p_{b}\log _{2}p_{b}-\dots -p_{y}\log _{2}p_{y}-p_{z}\log _{2}p_{z}\approx 4,04\ {\mbox{bits}}}

Sin embargo, si nos dan como pista que «la primera letra es una Z», entonces en segunda posición solo puede aparecer A, O, U (aunque existen un puñado de casos excepcionales de E e I) y por tanto con esa información se reduce mucha la incertidumbre:

{\displaystyle S_{f}=-p_{a}\log _{2}p_{a}-p_{o}\log _{2}p_{o}-p_{u}\log _{2}p_{u}\approx 0,91\ {\mbox{bits}}}

La información cuantificada de la pista «la primera letra es una Z» resulta ser:

{\displaystyle I=-(S_{f}-S_{0})\approx 3,13\ {\mbox{bits}}}

Las unidades de información resultan ser bits puesto que se han empleado logaritmos de base 2. Si la pista hubiera sido «la primera letra es una M», la segunda letra solo podría ser A, E, I, O, U que es un conjunto más amplio y en este caso {\displaystyle \scriptstyle S_{f}\approx 1,54} y en este caso, la pista lleva menos información porque reduce menos la incertidumbre, el resultado en este caso es repitiendo los pasos anteriores de unos 2,50 bits.

### Operaciones básicas con información
Surgen cuatro operaciones básicas sobre la información, estos son los pilares sobre los cuáles, al igual que las cuatro operaciones básicas de matemáticas (+ - x %) se pueden construir varios cuatrimestres de estudio Universitario.  Estos son:
Sobre estas cuatro operaciones, tanto en su almacenamiento como en tránsito es que se construyen todas las operaciones complejas y desarrollos de software.  Cabe mencionar también que son la base de cualquier tipo de ataque informático o Ciberataque.

### Recuperación de la información
La cantidad de información y el conocimiento desarrollado aparentemente es enorme y tiene una metodología de recuperación, que eventualmente es infinita o total en un número muy amplio de soportes y sitios, y el modelo sistémico de recuperación debe maximizar la búsqueda para asegurar su captura lo más completa posible dentro del entorno de este sistema complejo. En el caso de búsquedas por Internet y usando dos o más descriptores, los resultados numéricos que dan los motores de búsqueda, que contengan los dos o más términos juntos o muy próximos, ya es una medida de la cantidad de información conseguida y que es en expresión matemática el ln o logaritmo natural de la suma de las interacciones validadas. Valores de 2 o 3 serán óptimos.

## Información y física
En física existe una íntima conexión entre entropía e información:[cita requerida]
- En física estadística un macroestado o situación macroscópica, puede corresponder desde el punto de vista microscópico a varios microestados, es decir, varios microestados diferentes pueden ser percibidos en términos macroscópicos generales como la misma situación o macroestado general. Algunos macroestados solo pueden corresponder a un número relativamente pequeño de microestados; otros macroestados, por el contrario, pueden corresponder a un número más elevado de microestados. La entropía es una magnitud física que mide la cantidad de microestados correspondiente a un macroestado. De alguna manera los macroestados con mayor entropía pueden corresponder a más microestados y, por tanto, conocido el macroestado existe una mayor incertidumbre sobre el microestado real del sistema. Por tanto la entropía mide la falta de conocimiento del microestado, de ahí que la información necesaria para conocer el microestado de un sistema conocido su macroestado coincida con la entropía. Cuando se produce una disminución de la entropía se puede decir que ha aumentado nuestro conocimiento del microestado del sistema, o existe menos incertidumbre sobre dicho microestado.
- En la teoría de la relatividad se presupone que ninguna señal que sea informativa puede viajar más rápidamente que la luz, si sucediera lo contrario podría violarse el principio de causalidad, no se han encontrado ejemplos de sistemas que permitan transmitir información más rápido que la luz.
- En mecánica cuántica, muchos autores aceptan la idea de que la información sobre un sistema físico no se destruye aunque puede ser inaccesible. Cuando se hace una medición del estado de un sistema sufre un colapso de la función de onda, de tal manera que sucesivas medidas sobre el sistema no permiten recuperar el estado del sistema antes de la medida. Sin embargo, el entorno del sistema y el aparato de medida evolucionan a un estado que sí contiene esa información, aunque no es recuperable. En las últimas dos décadas del siglo XX existió un debate sobre si se pierde información o no en los agujeros negros. De un lado, Stephen Hawking, Roger Penrose y otros sostenían que sí, mientras que otros como Gerardus 't Hooft o Leonard Susskind sostenían que no, llegando a formular estos últimos la idea del principio holográfico de acuerdo al cual el horizonte de sucesos del agujero negro guardaría la información sobre el estado físico de la materia caída en su interior. Además, en mecánica cuántica es posible transmitir señales más rápido que la luz, tal como mostraron los experimentos sobre el entrelazamiento cuántico de Alain Aspect; sin embargo, esas señales superlumínicas no parecen ser capaces de transmitir información.

## Información y neguentropía
Léon Brillouin publicó en 1959 Science et théorie de l'information (versión en inglés editada por vez primera en 1962) donde son examinadas las relaciones entre estas dos disciplinas. Adopta particularmente un punto de vista de físico y hace el lazo entre la entropía informacional de Shannon y la entropía estadística de Boltzmann en donde se arriesga que la información (y con la misma el lenguaje) es un factor neguentrópico es decir por el cual se puede anular la entropía.[cita requerida]

## Información analógica y digital
Esta sección se refiere al almacenamiento, codificación y transmisión de información mediante señales analógicas y digitales. En el caso la información codificada analógicamente, los datos se traducen en forma de impulsos eléctricos, de manera que el flujo de información es constante y únicamente va variando de amplitud. En cambio, la información codificada digitalmente es aquella cuya codificación se reduce a dos valores: 0 y 1; es decir, se traduce al sistema binario.[cita requerida] Todo este tipo de información, independientemente de que estemos hablando de música, imágenes, textos, etc, tiene la misma naturaleza. 
Veamos las diferencias y por tanto, desventajas y ventajas que tiene un sistema u otro.
En primer lugar, la información digital, al estar codificada con el mismo código e independientemente del formato, puede ser transmitida o copiada infinitas veces sin padecer daños o pérdidas, debido a que simplemente debe ser reconstruida por el software oportuno —se trata únicamente de números—. Por el contrario la información analógica no es tan precisa, pues pierde calidad al ser copiada.[cita requerida]
Otra de las desventajas que tiene la información analógica es que ocupa un espacio físico, es estática y su conservación puede ser difícil con el paso de los años. Sin embargo, la información digital no ocupa ningún lugar físico pues se encuentra dentro de dispositivos capaces de leerla como un ordenador. Además, son datos que tienen la capacidad de fluir con gran facilidad y su conservación es completamente posible durante muchísimo tiempo; no se deteriora —aunque el medio que la almacena sí puede echarse a perder—. De hecho, si no son destruidos a conciencia, perduran para siempre.[cita requerida]
Otra diferencia entre los dos tipos de información está en la facilidad o dificultad para compartirla. Es decir, la información analógica es más difícil de difundir. La ventaja de esto es que es mucho más fácil de controlar. En cambio la digital, al ser tan fácil de compartir hoy en día —vía Internet, por ejemplo—, es muy difícil impedir que circule una vez ha empezado a hacerlo, por lo que nuestro control sobre ésta es mucho menor.[cita requerida]
Además, la información digital es accesible desde diversos dispositivos y lugares, siempre que haya conexión a Internet. Esto facilita que usuarios de diferentes ubicaciones consulten y colaboren en la misma información en tiempo real. En cambio, la información analógica suele necesitar acceso físico al medio de almacenamiento, lo que puede restringir su disponibilidad y dificultar el trabajo en colaboración. 
Finalmente, la información digital se procesa de manera mucho más rápida a través de dispositivos como ordenadores o discos duros, de manera que esto facilita el tratamiento de la información. Ésta, debido a la naturaleza común de todos los formatos, puede combinar texto, imagen, vídeo, etc., en un mismo archivo.[cita requerida]